# Christian Krumm

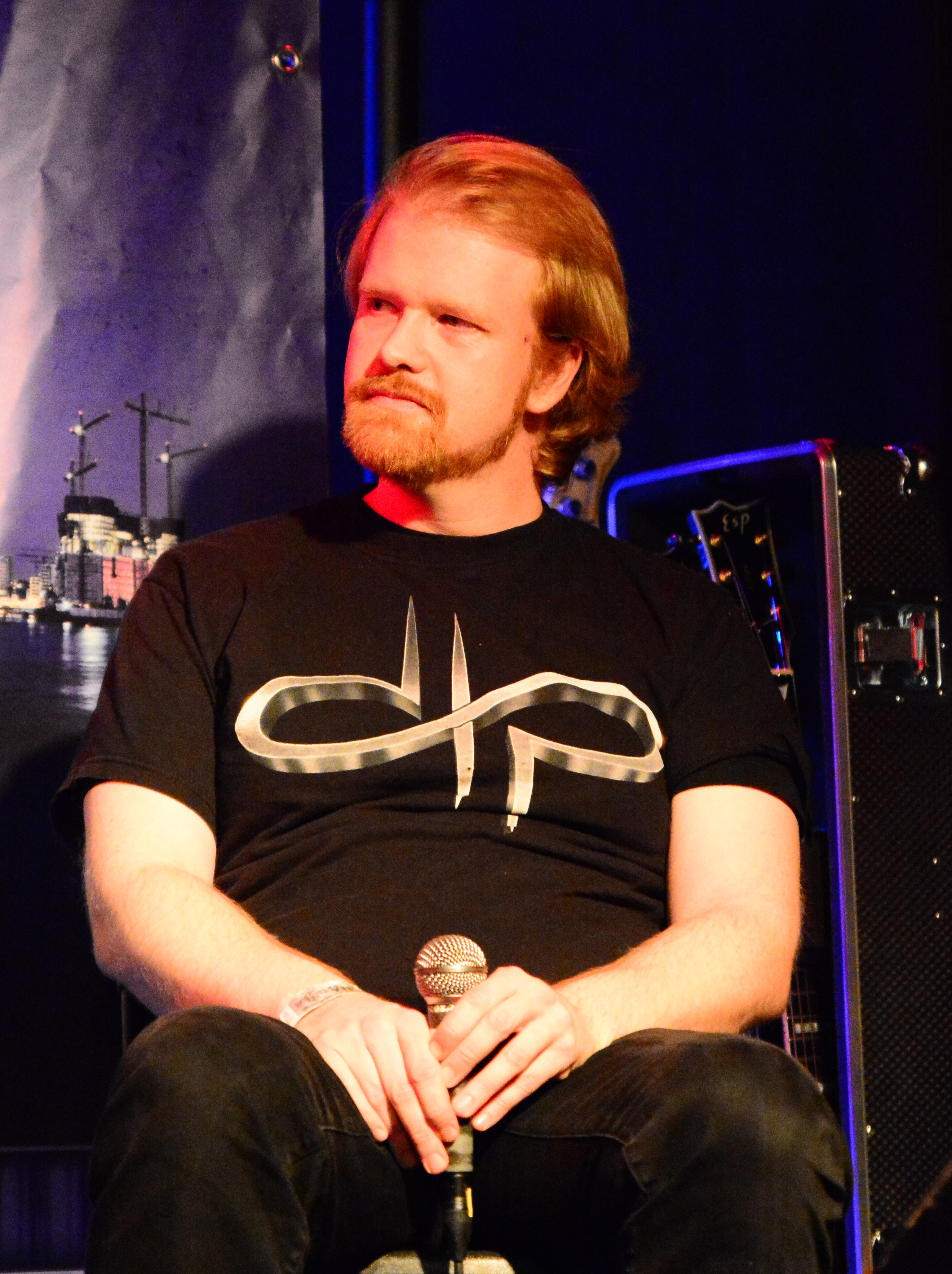
Christian Krumm bei den Hamburg Metal Dayz 2015

Christian Krumm (* 20. Januar 1977 in Krefeld) ist ein deutscher Historiker und Autor.

## Leben
Krumm studierte an der Gerhard-Mercator-Universität Duisburg und schloss 2004 den Magister ab. An der inzwischen fusionierten Universität Duisburg-Essen promovierte er im Jahr 2009 bei Jörg Engelbrecht über den niederländischen Historiker Johan Huizinga und sein Verhältnis zu Deutschland. Seine Forschungsschwerpunkte sind die deutsch-niederländischen Beziehungen, die Geschichte der Historiographie im 19. und 20. Jahrhundert sowie die Landesgeschichte der Rhein-Maas-Region. Er ist Mitherausgeber der Zeitschrift Rhein-Maas: Geschichte, Sprache und Kultur.
Zusammen mit Holger Schmenk veröffentlichte er 2010 das Buch Kumpels in Kutten. Heavy Metal im Ruhrgebiet, das die Geschichte der Metal-Szene in dieser Region porträtiert. Unter anderem auf Initiative von Schmenk und Robert Kampf schrieb er anschließend das Buch Century Media. Do it yourself – Die Geschichte eines Labels (2012), in dem er die Gründung, Entstehung und Entwicklung von Century Media aufarbeitet.
Krumm wurde 2010 mit dem zum zweiten Mal vergebenen Dante-Preis der Stadt Krefeld ausgezeichnet (zusammen mit Tabea Kretschmann). Nebenbei ist er in der Independent-Rock-Band Whikings als Schlagzeuger aktiv.
Im Jahr 2014 veröffentlichte Krumm seinen ersten Roman At Dawn They Sleep, in dem er sich ebenfalls mit der Heavy-Metal-Szene auseinandersetzt. Grundsätzlich stellt die Geschichte das "Normal Sein" innerhalb der alltäglichen Gesellschaft dem "Anders Sein" der Heavy-Metal-Fans gegenüber mit der Leitfrage, welche Emotionen diese Art von Musik transportiert und welche Menschen sich dazu hingezogen fühlen. Der Roman bekam einen Soundtrack, für den 22 Bands jeweils einen ihrer eigenen Songs zur Verfügung stellten, darunter etablierte Heavy-Metal-Bands wie Darkness, Crossplane, The Very End, Gloryful oder Path of Golconda. Jedes Lied hat einen Bezug zum Inhalt des Romans und wird innerhalb der Geschichte erwähnt. Der Buchtitel, für den ein Lied der Band Slayer Pate gestanden hat, ist laut Krumm sinnbildlich für die Menschen der Szene:
„Ich fand die Vorstellung eigentlich ganz witzig, dass es tatsächlich Menschen gibt, die tagsüber völlig normal sind z. B. Anzug tragen, und wenn sie dann abends unter sich sind, völlig anders sein dürfen. Also dass dieses Metal-Ego tagsüber schläft.“
Mit "Uncursed", der offiziellen Biografie der Death-Metal-Band Morgoth, veröffentlichte Krumm 2015 ein weiteres Buch zum Thema Heavy Metal. Die Biografie erschien zeitgleich mit dem Morgoth-Album "Ungod".
2016 erschien Krumms Kurzgeschichtensammlung Traumschrott, die am 28. April 2016 in der Krefelder Mediothek im Rahmen einer gemeinsamen Lesung mit den Autoren Luci van Org und Eusebius van den Boom sowie dem Gitarristen Andy Brings und der Sängerin Sophie erstmals vorgestellt wurde. Damit verabschiedete er sich zugleich von seinem Schaffen als "Metal-Autor", um sich in Zukunft nahezu ausschließlich der Belletristik zu widmen: "Ich habe in dem Genre einfach alle Geheimnisse gelüftet, die mich beschäftigt haben", sagte er anlässlich eines Interviews mit der Rheinischen Post im Vorfeld der Buchveröffentlichung.
Seit Ende 2014 ist Krumm außerdem national im Science-Slam aktiv und erreichte im Jahr 2015 das Finale der Deutschen Meisterschaften, die in der Konzerthalle Dortmund ausgetragen wurden.
Am 20. Februar 2019 erschien Krumms zweiter Roman mit dem Titel "Heaven 11. Ein Psychiatrie-Roman". Die Geschichte um den in der geschlossenen Psychiatrie arbeitenden Ex-Banker Marc Vossberg basiert auf Krumms eigenen Erfahrungen in der geschlossenen Psychiatrie, wo er von 1996 bis 2002 als Pfleger arbeitete.

## Schriften

### Bücher
- mit Holger Schmenk: Kumpels in Kutten. Heavy Metal im Ruhrgebiet. Henselowsky Boschmann, Bottrop 2010, ISBN 978-3-942094-02-3.
- Johan Huizinga, Deutschland und die Deutschen. Begegnung und Auseinandersetzung mit dem Nachbarn (= Studien zur Geschichte und Kultur Nordwesteuropas. Band 23). Waxmann, Münster/New York/München/Berlin 2011, ISBN 978-3-8309-2446-3 (Dissertation, Universität Essen, 2009).
- Century Media. Do it yourself – Die Geschichte eines Labels. Verlag Nicole Schmenk, Oberhausen 2012, ISBN 978-3-943022-09-4.
- At Dawn They Sleep. Verlag Nicole Schmenk, Oberhausen 2014, ISBN 978-3-943022-23-0 (Roman).
- Uncursed. The Morgoth Chronicles. Edition Roter Drache, Remda-Teichel 2015, ISBN 978-3-939459-87-3.
- Traumschrott. Edition Roter Drache, Remda-Teichel 2016, ISBN 978-3-946425-02-1.
- Heaven 11. Ein Psychiatrie-Roman. Edition Roter Drache, Remda-Teichel 2019, ISBN 978-3-946425-63-2.
- 111 Gründe, den KFC Uerdingen zu lieben: Eine Liebeserklärung an den großartigsten Fußballverein der Welt. Schwarzkopf & Schwarzkopf, Berlin 2019, ISBN 978-3-86265-801-5.

### Kurzgeschichten
- Das wundersame Bild. In: Anja Bagus (Hrsg.): Mütter. Eine überraschende Anthologie, Edition Roter Drache, Remda-Teichel 2016, ISBN 978-3-946425-04-5, S. 51–68.
- Das seltsame Verschwinden des Peter Johan Wagner. In: Isa Theobald (Hrsg.): Auf fremden Pfaden. Erotische-Phantastik-Anthologie, Edition Roter Drache, Remda-Teichel 2017, ISBN 978-3-939459-97-2, S. 86–111.
- Ein Tor zur Hölle. In: Christian von Aster (Hrsg.): Boschs Vermächtnis. Geschichten aus dem Garten der Lüste, Edition Roter Drache, Remda-Teichel 2018, ISBN 978-3-946425-40-3, S. 240–261.